# Tour Méditerranéen 2003
Il Tour Méditerranéen 2003, trentesima edizione della corsa ciclistica, si svolse dal 12 al 16 febbraio su un percorso di 541 km ripartiti in 5 tappe (la terza suddivisa in due semitappe). Fu vinta dall'italiano Paolo Bettini della Quick Step-Davitamon davanti ai francesi Laurent Brochard e Sylvain Chavanel.

## Tappe
| Tappa  | Data        | Percorso                              | km    | Vincitore di tappa | Leader cl. generale |
| ------ | ----------- | ------------------------------------- | ----- | ------------------ | ------------------- |
| 1ª     | 12 febbraio | Taggia > Taggia                       | 106.6 | Bram de Groot      | Bram de Groot       |
| 2ª     | 13 febbraio | Mentone > Le Cannet                   | 109   | Emmanuel Magnien   | Bram de Groot       |
| 3ª-1ª  | 14 febbraio | Seillans > La Motte                   | 60    | Baden Cooke        | Bram de Groot       |
| 3ª-2ª  | 14 febbraio | La Motte > Mont Faron                 | 110   | David Moncoutié    | Paolo Bettini       |
| 4ª     | 15 febbraio | La Garde > Berre-l'Étang              | 114   | Daniele Bennati    | Paolo Bettini       |
| 5ª     | 16 febbraio | Gémenos > Marsiglia (cron. a squadre) | 42    | Fassa Bortolo      | Paolo Bettini       |
| Totale | Totale      | Totale                                | 541   |                    |                     |

## Dettagli delle tappe

### 1ª tappa
- 12 febbraio: Taggia > Taggia – 106,6 km

| Pos. | Corridore     | Squadra      | Tempo    |
| ---- | ------------- | ------------ | -------- |
| 1    | Bram de Groot | Rabobank     | 2h37'20" |
| 2    | Paolo Bettini | Quick Step   | a 1"     |
| 3    | Thor Hushovd  | Cr. Agricole | s.t.     |

| Pos. | Corridore     | Squadra      | Tempo    |
| ---- | ------------- | ------------ | -------- |
| 1    | Bram de Groot | Rabobank     | 2h37'10" |
| 2    | Paolo Bettini | Quick Step   | a 5"     |
| 3    | Thor Hushovd  | Cr. Agricole | a 7"     |

### 2ª tappa
- 13 febbraio: Mentone > Le Cannet – 109 km

| Pos. | Corridore        | Squadra       | Tempo    |
| ---- | ---------------- | ------------- | -------- |
| 1    | Emmanuel Magnien | Br. La Boul.  | 2h39'22" |
| 2    | Filippo Pozzato  | Fassa Bortolo | s.t.     |
| 3    | Fabio Sacchi     | Saeco         | s.t.     |

| Pos. | Corridore     | Squadra      | Tempo    |
| ---- | ------------- | ------------ | -------- |
| 1    | Bram de Groot | Rabobank     | 5h16'32" |
| 2    | Paolo Bettini | Quick Step   | a 5"     |
| 3    | Thor Hushovd  | Cr. Agricole | a 7"     |

### 3ª tappa
- 14 febbraio: Seillans > La Motte – 60 km

| Pos. | Corridore         | Squadra    | Tempo    |
| ---- | ----------------- | ---------- | -------- |
| 1    | Baden Cooke       | fdjeux.com | 1h18'46" |
| 2    | Paolo Bettini     | Quick Step | s.t.     |
| 3    | Graziano Gasparre | De Nardi   | s.t.     |

| Pos. | Corridore     | Squadra      | Tempo    |
| ---- | ------------- | ------------ | -------- |
| 1    | Bram de Groot | Rabobank     | 6h35'18" |
| 2    | Paolo Bettini | Quick Step   | a 1"     |
| 3    | Thor Hushovd  | Cr. Agricole | a 7"     |

### 4ª tappa
- 14 febbraio: La Motte > Mont Faron – 110 km

| Pos. | Corridore       | Squadra  | Tempo    |
| ---- | --------------- | -------- | -------- |
| 1    | David Moncoutié | Cofidis  | 2h35'34" |
| 2    | Miguel Martinez | Phonak   | a 9"     |
| 3    | Michael Boogerd | Rabobank | a 11"    |

| Pos. | Corridore        | Squadra      | Tempo    |
| ---- | ---------------- | ------------ | -------- |
| 1    | Paolo Bettini    | Quick Step   | 9h11'04" |
| 2    | Laurent Brochard | AG2R Prév.   | a 13"    |
| 3    | Sylvain Chavanel | Br. La Boul. | a 22"    |

### 5ª tappa
- 15 febbraio: La Garde > Berre-l'Étang – 114 km

| Pos. | Corridore       | Squadra      | Tempo    |
| ---- | --------------- | ------------ | -------- |
| 1    | Daniele Bennati | Domina V.    | 2h51'25" |
| 2    | Baden Cooke     | fdjeux.com   | s.t.     |
| 3    | Thor Hushovd    | Cr. Agricole | s.t.     |

| Pos. | Corridore        | Squadra      | Tempo     |
| ---- | ---------------- | ------------ | --------- |
| 1    | Paolo Bettini    | Quick Step   | 12h02'29" |
| 2    | Laurent Brochard | AG2R Prév.   | a 10"     |
| 3    | Sylvain Chavanel | Br. La Boul. | a 22"     |

### 6ª tappa
- 16 febbraio: Gémenos > Marsiglia (cron. a squadre) – 42 km

| Pos. | Squadra              | Tempo   |
| ---- | -------------------- | ------- |
| 1    | Fassa Bortolo        | 51'19"  |
| 2    | Rabobank             | a 15"   |
| 3    | Quick Step-Davitamon | a 2'36" |

| Pos. | Corridore        | Squadra      | Tempo     |
| ---- | ---------------- | ------------ | --------- |
| 1    | Paolo Bettini    | Quick Step   | 12h54'40" |
| 2    | Laurent Brochard | AG2R Prév.   | a 16"     |
| 3    | Sylvain Chavanel | Br. La Boul. | a 23"     |

## Classifiche finali

### Classifica generale
| Pos. | Corridore        | Squadra       | Tempo     |
| ---- | ---------------- | ------------- | --------- |
| 1    | Paolo Bettini    | Quick Step    | 12h54'40" |
| 2    | Laurent Brochard | AG2R Prév.    | a 16"     |
| 3    | Sylvain Chavanel | Br. La Boul.  | a 23"     |
| 4    | Bram de Groot    | Rabobank      | a 36"     |
| 5    | Thor Hushovd     | Cr. Agricole  | a 41"     |
| 6    | Michael Boogerd  | Rabobank      | a 50"     |
| 7    | Thomas Voeckler  | Br. La Boul.  | a 1'04"   |
| 8    | Beat Zberg       | Rabobank      | a 1'10"   |
| 9    | Mirko Celestino  | Saeco         | a 1'26"   |
| 10   | Roberto Petito   | Fassa Bortolo | a 1'42"   |